# Ярус (геоботаника)
Я́рус — элемент вертикальной структуры фитоценоза. Ярусы различаются визуально по неоднородности вертикального распределения фитомассы. Выделяют ярусность надземную и подземную. Благодаря ярусному расположению растений в сообществе наиболее полно используются природные условия (свет, тепло, почва). От принадлежности к определённому ярусу зависит качество жизни, так как экологические условия на разных ярусах неодинаковы.
В лесах ярусы образованы растениями отдельных жизненных форм (по Серебрякову), выделяют следующие ярусы:
- ярус A — древостой (ярус деревьев);
- ярус B — подлесок (ярус кустарников);
- ярус C — травяной (ярус травянистых растений);
- ярус D — мохово-лишайниковый ярус.

Одним из важных показателей яруса деревьев является степень сомкнутости крон. Степень сомкнутости крон — это отношение площади, занятой кронами, к общей площади описываемого участка. Данный показатель оценивается визуально, выражается в десятых долях единицы (или в процентах).
Для травянистых сообществ и травянистого яруса леса одной из характеристик является аспект — это внешний вид фитоценоза (его физиономичность, окраска), изменяющийся в соответствии с чередованием фаз развития растений и времени года.

Внешней характеристикой является обилие — количество особей определённого вида растения в пределах данного растительного покрова пробной площадки. Определение численности особей можно производить путём непосредственного подсчёта или путём использования субъективной глазомерной оценки. Принято для определения обилия использовать пятибалльную шкалу немецкого учёного О. Друде.
На некоторых лугах можно также выделить ярусы — высокотравье, среднетравье и низкотравье.
Наличие ярусов не является обязательным признаком фитоценозов и в основном характерно для лесных фитоценозов.